# Ferrari SF15-T
Ferrari SF15-T é o carro da Ferrari para a temporada de Fórmula 1 de 2015, pilotado por Sebastian Vettel e Kimi Räikkönen. Seu lançamento foi realizado no dia 30 de janeiro, através da internet.

## Desempenho
O carro da Ferrari foi uma das grandes decepções no ano de 2014. O principal ponto fraco era o motor, muito aquém da Mercedes. Para 2015, no entanto, a tradicional escuderia italiana pareceu ter acertado a mão no propulsor do SF15-T, como mostrou no desempenho dos testes de pré-temporada. Em conjunto com um chassi bem melhor que o F14-T, voltou e conseguiu brigar por vitórias.

## Estatística
| Sebastian Vettel | X              | Kimi Räikkönen |
| ---------------- | -------------- | -------------- |
| 278              | Pontos         | 150            |
| 3                | Vitórias       | 0              |
| 1                | Pole Positions | 0              |
| 1                | Volta Rápida   | 2              |
| 13               | Pódios         | 3              |
| 1                | Abandonos      | 5              |

## Resultados
| Pos | Piloto           | Nu. | AUS | MAL | CHN | BHR | ESP | MON | CAN | AUT | GBR | HUN | BEL | ITA | SIN | JAP | RUS | EUA | MEX | BRA | UAE | Pts | Pts da Equipe | Pos da Equipe |
| --- | ---------------- | --- | --- | --- | --- | --- | --- | --- | --- | --- | --- | --- | --- | --- | --- | --- | --- | --- | --- | --- | --- | --- | ------------- | ------------- |
| 3   | Sebastian Vettel | 5   | 3   | 1   | 3   | 5   | 3   | 2   | 5   | 4   | 3   | 1   | 12† | 2   | 1   | 3   | 2   | 3   | Ret | 3   | 4   | 278 | 428           | 2º            |
| 4   | Kimi Räikkönen   | 7   | Ret | 4   | 4   | 2   | 5   | 6   | 4   | Ret | 8   | Ret | 7   | 5   | 3   | 4   | 8   | Ret | Ret | 4   | 3   | 150 | 428           | 2º            |

Negrito = Pole Position.
Itálico = Volta Mais Rápida
Ret = Não completou a prova.
† = Classificado pois completou 90% ou mais da prova.
½ = Foram dados a metade dos pontos. A corrida foi interrompida pelo mau tempo.
DSQ = Desclassificado da prova.